# 非主流派 (中國國民黨)
中國國民黨非主流派， 中國國民黨派系，於1988年出現，為1990年代在李登輝領導下的中國國民黨主流派意見不同的成員，亦即國民黨內的反李勢力（維新派）。主要成員為林洋港、郝柏村等人。
隨著國民黨黨內矛盾的發展，非主流派系統亦發展出各個組織，前後著名的有立法院的新國民黨連線、許歷農領導的新同盟會、孫安迪發起的中國國民黨救黨改革委員會等。
非主流派連同其後成立的新黨，雖然同為反對黨一員，但與最大反對黨民主進步黨是對立關係。儘管國、民、新三黨曾在1996年合作推動二月政改；但在國民黨的主流派與非主流派之爭中，作為反對黨的民進黨堅決站在總統李登輝這邊。

## 歷史
國民黨主流派、非主流派的畫分始於二月政爭，為因應1990年總統選舉國民黨推舉黨內總統、副總統候選人時，國民大會中支持李登輝的「起立表決派」與反對李登輝的「要求投票表決派」發生爭論。李登輝當選第八任總統後，支持李登輝的成為主流派，反對李登輝的則成為非主流派。
二月政爭後，「非主流派」的失敗導致「非主流派」從國民黨出走或遭黨中央收編。1993年初李登輝藉著二屆立委選舉結果，迫使郝柏村內閣總辭下台。:2151993年4月，「非主流派」大將邱創煥首先被安撫，承認過去主張「委任直選」的看法是錯誤的，並接受李登輝提名出任考試院院長。1993年10月，國民黨十四全大會後，被視為原屬關中的人馬、「非主流派」陣營中的詹春柏，亦接受安撫出任國民黨政策研究工作會主任。1994年省長選舉前夕，關中亦接受安撫，出任銓敘部部長，使「非主流派」的收編達到高潮。至此李登輝已不只是「主流派」領袖，同時亦兼顧「非主流派」利益。:215
相對於邱創煥、關中等人被收編，一些「非主流派」的大老則在1993年8月的國民黨第十四次全國代表大會中，被逼到牆角。李登輝透過增列700名當然黨代表的方式，使十四全大會代表人數高達2100人。將「非主流派」所能掌握的380名至420名黨代表，稀釋到全體黨代表的三分之一不到。換句話說，李登輝可以牢牢掌握修改黨章所需的三分之二多數，同時「非主流派」無法掌握杯葛修改黨章所需要的三分之一少數。:215-216以「新國民黨連線」為主的「非主流派」中生代權力人物眼見在國民黨內已無可圖，終於在十四全大會召開前夕自立門戶，宣布出走成立了新黨。:216
2000年10月，李登輝已離開國民黨權力核心，國民黨把李登輝開除黨籍，亦清除李系人馬，連戰與宋楚瑜和解，推動國親聯盟繼續對抗民主進步黨和李登輝人馬組成的臺灣團結聯盟；適逢核四停建，新黨提出「泛藍」概念，將原「泛國民黨」之中非主流的勢力整合為在野黨政治聯盟。「非主流派」這個詞彙不再被使用。郝柏村、林洋港等人在李登輝離開國民黨之後重返國民黨。

## 非主流系統
1. 新國民黨連線：1989年成立於立法院，成員主體是立法院的新生代增額立委，與萬年國會的老國民黨議員相比較有自主性，在政策上與國民黨中央時有衝突。1993年對立升高，遂脫離國民黨自立新黨，並在各級選舉與國民黨相抗，在部分時期如立場相左的民進黨有一定合作。2000年後轉型為泛藍剛性政黨，與國民黨結盟。
2. 新同盟會：立場較為右傾，為一跨黨派政團。2000年以後，在國民黨、親民黨、新黨三黨皆有成員，存續至今。
3. 中國國民黨救黨改革委員會：1995年由孫安迪、周玉山、曲兆祥等當時黨內的中生代組成，簡稱救改會或救黨會。宣稱效法「寧漢分裂」，在適當時機另立黨中央。[2][3]。